# Бакояннис, Костас
Костас (Константинос) Бакояннис (греч. Κώστας Μπακογιάννης; род. 16 марта 1978, Афины) — греческий политик. Член партии Новая демократия. Бывший мэр (димарх) общины Афины. В прошлом — мэр (димарх) общины Карпенисион (2011—2014), губернатор (перифериарх) периферии Центральная Греция (2014—2019). Член Комитета регионов Европейского союза с 26 января 2020 года, член группы Европейской народной партии (EPP).

## Биография
Сын журналиста и политика Павлоса Бакоянниса и политика Доры Бакоянни, министра иностранных дел Греции (2006—2009), внук Константиноса Мицотакиса, премьер-министра Греции (1990—1993). В 1989 году его отца Павлоса Бакоянниса убили террористы из леворадикальной организации «17 ноября». Его мать Дора Бакоянни стала первой женщиной-мэром Афин (2003—2006), и в этом качестве принимала гостей летних Олимпийских игр 2004 года в Афинах. Его дядя Кириакос Мицотакис является лидером партии «Новая демократия» и по результатам парламентских выборов 2019 года стал премьер-министром Греции.
Изучал историю и международные отношения в Брауновском университете в США и политологию в школе управления им. Джона Ф. Кеннеди Гарвардского университета. Говорит на английском и немецком языках.
Работал в крупных организациях, таких как министерство иностранных дел (2006—2008), Европейский парламент (2000—2001) и Всемирный банк (2005—2006), а также в международной консалтинговой компании Boston Consulting Group (2004—2005).
По результатам местных выборов 2011 года избран мэром (димархом) общины Карпенисион.
По результатам местных выборов 2014 года избран губернатором (перифериархом) периферии Центральная Греция.
По результатам местных выборов 2019 года избран мэром (димархом) общины Афины. Получил во втором туре 65,3 % голосов избирателей, в то время как его оппонент, кандидат от правящей партии СИРИЗА Насос (Атанасиос) Илиопулос получил 34,7 % голосов.
Избран на 5-летний срок одним из 12 представителей Греции в Комитете регионов Европейского союза с 26 января 2020 года, является членом группы Европейской народной партии (EPP)

## Личная жизнь
22 июля 2017 года женился на журналистке Сие (Анастасии) Косиони. 9 октября у пары родился сын Димос. Всего у пары четверо детей.